# دانگ‌فنگ الکتریک
دانگ‌فنگ الکتریک (به انگلیسی: Dongfang Electric) شرکت مهندسی برق چینی است، که در زمینه ساخت تجهیزات نیروگاه و ژنراتورهای قدرت فعالیت می‌کند.
بنابه اظهار S&P Global Platts شرکت دانگ‌فنگ الکتریک به همراه هاربین الکتریک در سال ۲۰۰۹-۲۰۱۰ دومین شرکت بزرگ سازنده توربین‌های بخار پس از شانگهای الکتریک در جهان می‌باشد.